# Sava Centar
Le Sava Centar (en serbe cyrillique : Сава центар), ou Centre Sava, est un centre international de congrès situé à Belgrade, la capitale de la Serbie. Il accueille également un centre d'affaires, ainsi que de nombreuses manifestations culturelles.
Le Sava Centar est situé dans la municipalité de Novi Beograd, et dans le Blok 19 de cette municipalité.

## Histoire
La construction du Sava Centar a commencé en 1976, à l'époque où la ville de Belgrade se développait au-delà de la Save et du Danube et, notamment, dans le secteur de Novi Beograd. Le bâtiment a été conçu par l'architecte Stojan Maksimović. Le gros des travaux a été terminé en 1977, date à laquelle le Centre a ouvert au public, mais la construction de l'ensemble s'est achevée qu'en 1979. Des routes ont également été construites autour du complexe. Les travaux du bâtiment furent accélérés, en raison d'une réunion du FMI qui y était prévue.
Le 17 août 2006, un parking de 410 places fut ouvert le long de la Save et, en 2007, pour le 30e anniversaire de l'ouverture du Centre, sa façade fut vitrée et ses salles modernisées.
Le Sava Centar a accueilli de nombreux concerts, avec des personnalités comme Plácido Domingo, Montserrat Caballé, Miles Davis, B. B. King, des chefs d'orchestre comme Zubin Mehta et Vladimir Ashkenazy, ainsi que des orchestres comme le Johan Strauss Orchestra d'André Rieu, Orchestre philharmonique de Moscou et bien d'autres. En 2008, il a accueilli les sélections pour le Concours Eurovision de la chanson et le Festival Beovizija. Il a également accueilli des réunions de l'OSCE, de la Banque mondiale, d'Interpol, de la CNUCED, de l'UNESCO, ainsi que le 9e sommet des Pays non-alignés.

## Dimensions
Le Sava Centar dispose de 69 720 m2 de surface utile et couvre en tout un secteur de 100 000 m2. Il dispose d'un théâtre, surnommé la salle bleue en raison de la couleur de ses sièges ; avec ses 4 000 places, il constitue la plus grande salle du pays ; on y donne également des séances de cinéma et, notamment, des avant-premières. Le Centre abrite en outre 15 salles de conférence et un hall d'exposition. Le complexe abrite également des restaurants, des bars, des boutiques et des bureaux. Il est directement relié à Hôtel Continental Belgrade par un corridor souterrain
Le Sava Centar accueille chaque année environ 500 000 visiteurs[réf. nécessaire].

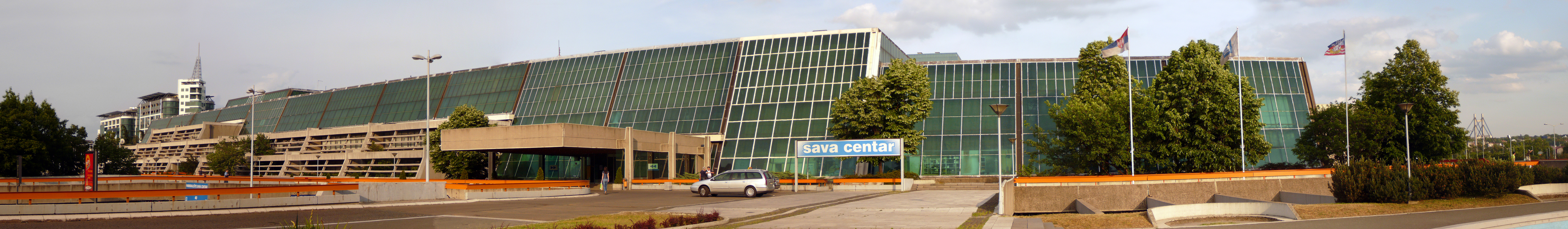
Le Sava Centar.

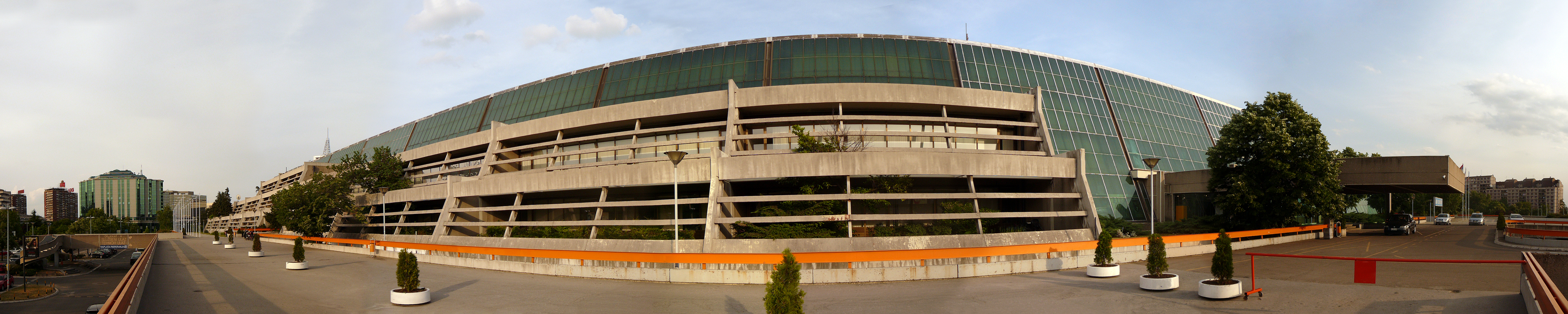
Le Sava Centar en perspective cylindrique.